# Риз, Джей
Джей Риз (англ. Jay Reise, р. 1950) — американский композитор.

## Биография
Риз провел свое детство в окружении классической музыки и джаза, но начал обучение композиции с Джимми Джиуффре и Хью Хартвеллом в 1970 году. После окончания Гамильтон-колледжа в 1972 году он продолжил образование в университете Макгилла, в университете Пенсильвании (AM, 1975), Тэнглвуде и Карнатик-ритм.
В настоящее время он является профессором музыки в университете штата Пенсильвания.
Риз женат на художнице Сесилии Паредес и имеет двух сыновей, Мэттью Риза (1981 г. р.) и Николаса Риза (род. 1983).

## Музыка
Музыка Риза опирается на полифоническую классическую традицию.

## Избранные произведения

### Дискография
- Jay Reise Chamber Music (Albany TROY 1004)
- The Devil in the Flesh and Other Pieces (Albany TROY665) 2004
- Rhythmic Garlands and Other Pieces (Centaur CRC 2598) 2003
- Concerto for Cello and 13 Instruments (CRI 899) 2002
- Chesapeake Rhythms CRI 760 (CD) (1997)
- Six Preludes for Piano CRS 3862 (LP) (1984)

### Композиции
[Издательство: Merion Music]

#### Сценические произведения
- «Распутин», опера в двух актах (1988); либретто композитора.

#### Оркестровые
- The Selfish Giant, хореографическая тонопоэма в шести сценах по мотивам сказки Оскара Уайльда (1997)
- Symphony No. 3 (1983)
- Symphony No. 2 (1980)
- Symphony of Voices (1978) для оркестра и сопрано

#### Концерты
- The River Within (Concerto for Violin and Orchestra) 2008
- Concerto for Horn and 7 Instruments 2006
- Yellowstone Rhythms для бассона и 10 исполнителей (2001)
- Concerto for Cello and 13 Instruments (2000)

#### Для духового ансамбля
- Tinicum Rhythms for concert band (1997)

#### Камерная музыка
Для 2 исполнителей
- Jisei (Japanese Death Poems) для голоса и шакухачи (2003)
- Yellowstone Rhythms (версия для бассона и пианино) (1996)
- Duo Rhythmikosmos для скрипки и пианино (1994)
- Moonwatching дляfor flute and violin (1994)
- La Choumine for viola and piano (1984)

Для 3 исполнителей
- Trio Rhythmikosmos (violin, cello, piano), (1993)

Для 4 исполнителей
- Across the Horizons for clarinet, violin, cello, and piano (2004)
- Memory Refrains (String Quartet in One Movement), (2002)

Для 5 и более исполнителей
- Powers That Be for piano quintet (2005)
- Open Night, Poem-Caprice for Six Instruments (2003)
- Chesapeake Rhythms for eleven players (1995)
- Celebrations for brass quintet (1994)
- Sinfonietta for Wind Quintet (1985)
- Concerto-Fantasy for Nine Players (1975)

### Инструментальная музыка
- Dragonflies sing near for solo guitar (2000)

#### Для фортепиано
- Transcription for left hand of Scriabin’s Etude Op. 8 No. 12 (2005)
- Transcription for left hand of Scriabin’s Etude Op. 2 No. 1 (2003)
- Six Pictures from ‘The Devil in the Flesh' (2001)
- Sonata Rhythmikosmos (1993)
- Rhythmic Garlands (1992)

Для двух фортепиано
- Three Pictures from 'The Devil in the Flesh' (2001)

### Вокальная музыка
- Arcadian Shadows (soprano, clarinet, cello, and piano) (5')_
- Satori (version soprano, oboe, cello, piano), poem by Damian Congressi, (2005)
- Satori (version soprano and piano trio) (1995)
- Satori (version for soprano and piano) (1995)

### Хоровая музыка
- Psalm 23 1980

## Сочинения
- "Context, Choice and Issues of Perceived Determinism in Music, " in Indeterminacy: The Mapped, the Navigable, and the Uncharted, Jose V. Ciprut, Contributing Editor (MIT Press, 2008 forthcoming): 241—266
- «Lukas Foss: Ways of Looking at Music» in National Gallery of Art (2001): non paginated
- "The Phonograph Behind the Door: Some Thoughts on Musical Literacy, " [with Peter J. Rabinowitz] in Reading World Literature: Theory, History, Practice, edited by Sarah Lawall (University of Texas Press, 1994): 287—308.
- "Doctrine of Despair: Zimmermann’s Die Soldaten, " Opera News (September): 1991
- "Late Skriabin: Some Principles Behind the Style, " 19th Century Music (Spring, 1983): 220—231 — Reprinted in The Journal of the Scriabin Society of America (Winter 1996-97): 29-46
- «Rochberg the Progressive», Perspectives of New Music (1980-81): 395—407